# Majcichov
Majcichov je obec na Slovensku v okrese Trnava.
V obci je římskokatolický kostel Všech svatých ze 13. století a kaple Panny Marie Nanebevzaté ze 16. století.

## Poloha obce
Majcichov leží na soutoku Dudváhu a Trnávky, na úrodné Podunajské nížině na rozhraní jejích dvou geomorfologických celků: Podunajské pahorkatiny a Podunajské roviny. Větší část katastrálního území obce se nachází na Trnavské tabuli, která je z geomorfologického hlediska součástí Trnavské pahorkatiny patřící do Podunajské pahorkatiny.
Administrativně obec Majcichov v současnosti patří do okresu Trnava. Jižní hranice jejího katastrálního území je zároveň administrativní hranicí mezi okresy Trnava a Galanta. Katastr obce na jihu hraničí s katastrálními územími obcí Hoste a Abrahám, na západě s Pavlicemi a Voderady, na severu se Zelenčí, Opojem, Vlčkovcemi a na východě se Seredí.

## Povrch
Střední část obce Majcichov leží v nadmořské výšce 140 m n. m., avšak povrch její katastrálního území je členitější. Výškové rozdíly v katastru obce dosahují až 24 m. Nadmořská výška se pohybuje od 125 m n. m. v jihovýchodní části katastru (Dlouhé louky) až po 149 m n. m. v severozápadní části katastru při Majeri Devítky.

## Klimatické a hydrologické poměry

### Podnebí
Z hlediska klimatické klasifikace lze Majcichov a jeho okolí zařadit do klimaticky teplé oblasti, kterou charakterizuje teplé a suché podnebí s mírnou zimou a delším slunečním svitem. Průměrná roční teplota vzduchu se pohybuje v rozmezí 9 až 10 °C.
| Leden | Únor | Březen | Duben | Květen | Červen | Červenec | Srpen | Září | Říjen | Listopad | Prosinec |
| ----- | ---- | ------ | ----- | ------ | ------ | -------- | ----- | ---- | ----- | -------- | -------- |
| -2,2  | -0,4 | 4,0    | 10,0  | 15,0   | 18,2   | 20,3     | 19,5  | 15,6 | 9,8   | 4,7      | 0,4      |

(Zdroj: ČHMÚ, teplota je uváděna ve °C)

### Srážky
Majcichov a jeho okolí patří v rámci Slovenska k územím s nejnižším počtem srážek. Průměrný roční úhrn srážek za období let 1951 až 1980 je 533 mm.
| Leden | Únor | Březen | Duben | Květen | Červen | Červenec | Srpen | Září | Říjen | Listopad | Prosinec |
| ----- | ---- | ------ | ----- | ------ | ------ | -------- | ----- | ---- | ----- | -------- | -------- |
| 33    | 34   | 31     | 38    | 47     | 74     | 60       | 55    | 32   | 38    | 50       | 41       |

* Srážky jsou uváděny v mm.

## Půdy
Geologická stavba, povrch a klimatické poměry v minulosti ovlivňovaly rozsah jednotlivých typů a druhů půd na území Majcichova a v jeho okolí. Půdotvorné procesy na spraších (kde v minulosti rostla bujná stepní a lesostepní vegetace), podmínily vznik ze zemědělského hlediska velmi vyhledávaných půd a vytvořily mohutný humusový horizont. Z hlediska úrodnosti patří půdy v okolí Majcichova mezi nejlepší zemědělské půdy na Slovensku s dobrou kvalitou i obsahem humusu.
Plošně největší rozsah zabírá černozem, která se vyskytuje v jihozápadní, západní a severozápadní části katastru obce.
Podél Dudváhu se nacházejí lužní půdy, jejichž úrodnost snižuje vysoká hladina podzemní vody. Dále od levého břehu Dudváhu se vyskytují karbonátové lužní půdy, které mají velmi dobré fyzikální vlastnosti: pórovitost, propustnost a strukturu. Na tomto typu půdy se mohou pěstovat téměř všechny zemědělské plodiny (včetně plodin náročných na vláhu). Na levém břehu Dudváhu pod jeho soutokem s Trnávkou (v části Horní louky) se nacházejí mírně zamokřené půdy.

## Rostlinstvo a živočišstvo

### Rostlinstvo
Lesy, které v dávné minulosti pokrývaly katastrální území obce Majcichov a jejím blízkém okolí, se zachovaly v částečně změněné formě a jen ojediněle na některých místech. Patří k nim především Vlčkovský háj nacházející se nedaleko levého břehu Dudváhu, ze kterého však do katastru patří jen malá část, a Malý háj rozprostírající se jihovýchodně od obce mimo její katastrálního území.
V těchto porostech je dominantní dřevinou dub letní, dub cer, jírovec maďal, javor babyka, jilm nízký, jasan štíhlý a topol černý. V křovinném patře roste zejména brslen evropský, svída krvavá a ptačí zob. Na okraji Vlčkovského háje a na polních mezích a svazích (například při parních, při Majeri Devítky) se nacházejí pásy trnových křovin, akátových porostů a bezů.
Původní vegetaci na intenzivně obdělávaných polích nahradila vegetace, která je výsledkem zemědělské činnosti. Mezi nejčastější pěstované plodiny patří pšenice ozimá, cukrová řepa, kukuřice a ječmen jarní.
Rostlinnou pokrývku doplňují porosty podél silničních a polních komunikací a v intravilánu obce, které vznikly činností člověka. Podél komunikací převládají stromořadí (švestek, třešní, ořechů) a křoviny (bezu, trnky, akátu apod.). Pouliční zeleň tvoří především okrasné dřeviny nerovnoměrně zastoupené a rozložené v jednotlivých ulicích. Z převládajících druhů okrasných dřevin jsou to túje, břízy, lípy a jedle.

### Živočišstvo
Živočišné společenství bezobratlých na polích je ve srovnání s lesními a lučními společenstvy poměrně druhově chudé, protože více druhům překážejí agrotechnické zásahy člověka. Z bezobratlých žijí na majcichovských polích zástupci červů (žížala obecná, háďátko řepné), šneků (plzák zahradní, plzák polní), roztočů a hmyzu. Pro zemědělské kultury je typických několik druhů hmyzu (například cvrček polní, včela medonosná, čmelák zemní, ploštice, mšice). Některé druhy brouků patří mezi škůdce, protože požírají ozimy (kvapník plstnatý), vylézají na klasy a požírají nezralá zrna (hrbáč obilní), případně žerou listy cukrové řepy (mrchožrout). Motýli jsou zastoupeni např. babočkou, běláskem, lišeji a můrami.
Z obojživelníků a savců jsou pro majcichovská pole charakteristické tyto druhy: blatnice skvrnitá, ropucha obecná, sysel obecný, křeček polní, krtek obecný, potkan obecný, tchoř obecný, lasice obecná, ježek východoevropský a další. Z plazů se nejčastěji vyskytuje ještěrka obecná, z ptáků vrána, straka obecná, koroptev polní, bažant obecný a z pěvců strnad luční, chocholouš obecný a skřivan polní. Z lovné zvěře se vyskytuje zajíc polní. Ke kuriozitě majcichovského mysliveckého revíru patří občasný výskyt dropa velkého, podle kterého je pojmenováno majcichovské myslivecké sdružení Drop.

## Pamětní síň Jana Palárika
Pamětní síň Jana Palárika v Majcichově je věnována národnímu buditeli, katolickému knězi, dramatikovi a organizátorovi národního života Jánovi Palárikovi.
Ján Palárik se narodil v chudé učitelské rodině 27. dubna 1822 v Rakové na Kysuci, kde mu je také věnována pamětní síň.
V Majcichově působil od roku 1862, když na přímluvu hraběnky Esterházyové-Bezobrazovové nastoupil na uvolněnou faru. Napsal zde několik knih a učebnic pro slovenské školy. Kromě toho zde napsal svou čtvrtou divadelní hru nazvanou Dimitrij Samozvanec. Do Majcichova přišel s onemocněním žaludečními vředy a nemoc ho překonala 7. prosince 1870. U příležitosti stého výročí jeho smrti se konaly velké oslavy a byla zřízena pamětní síň Jána Palárika jako stálá expozice. Po deseti letech byla znovu instalována a přeložena do vhodnějších prostor. Při sto dvacátém výročí úmrtí (1990) se konala největší pietní vzpomínka a pamětní síň byla opětovně přemístěna do pěkných prostor nového moderního kulturního domu.